# Liste des maires de Valence (Espagne)
Pour les articles homonymes, voir Liste des maires de Valence.
Le maire de Valence est celui qui dirige le Conseil municipal (Consell en valencien ; Consejo en castillan) et la plus grande autorité de la municipalité (Ajuntament ou Ayuntamiento) de la ville de Valence, capitale de la Communauté valencienne, en Espagne.
Il porte le titre d''Excel·lentíssim Senyor/Excelentsísimo Señor.
Jusqu'au 1er août 2012, le dictateur Francisco Franco a été maire honorifique de la ville,,.
Le maire actuel est, depuis 2023, María José Catalá Verdet.

## Liste des maires de Valence
| Nom                                  | Début du mandat | Fin du mandat |
| ------------------------------------ | --------------- | ------------- |
| Domingo Mascarós Vicente             | 1840            | 1843          |
| José Campo Pérez                     | 1843            | 1847          |
| Vicente de la Encina                 | 1850            | 1852          |
| Francisco Brotons Vives              | 1861            | 1864          |
| Vicente Pueyo Ariño                  | 1881            | 1881          |
| José María Salas Reig                | 1881            | 1884          |
| Manuel Sapiña Rico                   | 1885            | 1886          |
| Vicente Alcayde Armengol             | 1887            | 1888          |
| Joaquin Reig y Bigné                 | 1894            | 1895          |
| Froilán Salazar Vives                | 1895            | 1895          |
| José Montesinos Checa                | 1900            | 1901          |
| José Igual Torres                    | 1901            | 1902          |
| José Montesinos Checa                | 1902            | 1903          |
| Francisco Maestre Laborde-Boix       | 1903            | 1904          |
| Miguel Polo Gil                      | 1904            | 1905          |
| José Sanchís Bergón                  | 1906            | 1907          |
| José Martínez Aloy                   | 1907            | 1907          |
| José Maestre Laborde-Boix            | 1907            | 1909          |
| Pedro Aliaga Millán                  | 1910            | 1910          |
| Ernesto Ibáñez Rizo                  | 1910            | 1911          |
| Luis Bermejo Vida                    | 1911            | 1912          |
| Fernando Ibáñez Payés                | 1912            | 1913          |
| Francisco Maestre Laborde-Boix       | 1913            | 1915          |
| Fidel Gurrea Olmos                   | 1916            | 1917          |
| José Mira Meseguer                   | 1917            | 1917          |
| Faustino Valentín                    | 1918            | 1919          |
| Mariano Cuber Sagols                 | 1919            | 1919          |
| Juan Bort Olmos                      | 1919            | 1920          |
| José Albors Brocal                   | 1922            | 1923          |
| Juan Artal Ortells                   | 1923            | 1923          |
| Juan Avilés Arnau                    | 1923            | 1924          |
| Luis Oliag Miranda                   | 1924            | 1927          |
| Carlos Sousa Álvarez de Toledo       | 1927            | 1930          |
| José Maestre Laborde-Boix            | 1930            | 1931          |
| Vicente Marco Miranda                | 1931            | 1931          |
| Agustín Trigo Mezquita               | 1931            | 1931          |
| Vicente Alfaro Moreno                | 1931            | 1932          |
| Manuel Gisbert Rico                  | 1934            | 1936          |
| José Olmos Burgos                    | 1936            | 1936          |
| José Cano Coloma                     | 1936            | 1937          |
| Domingo Torres                       | 1937            | 1939          |
| Joaquín Manglano y Cucaló de Montull | 1939            | 1943          |
| Juan Antonio Gómez Trénor            | 1943            | 1947          |
| José Manglano Selva                  | 1947            | 1951          |
| Baltasar Rull Villar                 | 1951            | 1955          |
| Tomás Trénor Azcárraga               | 1955            | 1958          |
| Adolfo Rincón de Arellano García     | 1958            | 1969          |
| Vicente López Rosat                  | 1969            | 1973          |
| Miguel Ramón Izquierdo               | 1973            | 1976          |
| Antonio Soto Bisquert                | 1976            | 1976          |
| Miguel Ramón Izquierdo               | 1976            | 1979          |
| Fernando Martínez Castellano         | 1979            | 1979          |
| Ricard Pérez Casado                  | 1979            | 1989          |
| Clementina Ródenas                   | 1989            | 1991          |
| Rita Barberá Nolla                   | 1991            | 2015          |
| Joan Ribó                            | 2015            | 2023          |
| María José Catalá Verdet             | 2023            | en cours      |